# Asistòlia
En medicina, asistòlia és un estat en què no existeix activitat elèctrica cardíaca, incloent la inexistència de contraccions del miocardi i la inexistència de flux de sang de sortida del cor. L'asistòlia és una de les condicions necessàries perquè un metge certifiqui la mort.
Quan un pacient pateix asistòlia, el tractament d'elecció és la injecció d'adrenalina i atropina (també s'utilitza vasopressina) i les compressions toràciques. En asistòlia, el cor no respon a la desfibril·lació, atès que ja està despolaritzat.
Mentre el cor roman en asistòlia, no arriba flux sanguini al cervell; fins i tot si es practiquen massatges toràcics o massatge cardíac intern (s'obre el tòrax i el cor es comprimeix manualment), el flux que arriba al cervell és insuficient. Si després de l'aplicació de mesures farmacològiques i de compressió el cor no respon, es pot considerar que el pacient ha mort. Fins i tot en el cas que el ritme sinusal (ritme normal del cor) aparegués, si l'asistòlia ha durat quinze minuts o més, el cervell haurà estat privat d'oxigen el temps suficient per a causar mort cerebral.

## Etiologia
Les possibles causes inclouen:
- Hipovolèmia
- Hipòxia
- Ions hidrogen (Acidosi)
- Hipotèrmia
- Hipercalièmia or Hipocalièmia
- Hipoglicèmia
- Medicaments o Toxines (Drogues) (Sobredosi)
- Taponament cardíac
- Pneumotòrax a Tensió
- Trombosi (Infart de miocardi)
- Trombosi (Tromboembolisme pulmonar)
- Traumatisme toràcic (Hipovolèmia per pèrdua de volum)

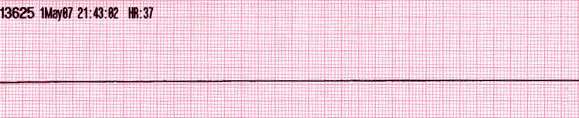
Asistòlia.